# Các quốc gia có thu nhập trung bình cao
Các quốc gia có thu nhập trung bình cao (Tiếng Anh: Upper-middle income countries) theo cách xác định của Nhóm Ngân hàng Thế giới là những quốc gia có tổng thu nhập quốc gia trên đầu người từ 4.516 đén 14.005 Dollar Mỹ một năm.
Tại năm 2010, trên thế giới có 48 quốc gia và lãnh thổ có thu nhập trung bình cao. Trong đó, một số có trình độ kinh tế và khoa học kỹ thuật phát triển và là thành viên của Tổ chức Hợp tác và Phát triển Kinh tế, đó là Hungary, Cộng hòa Séc, México, Slovakia, Thổ Nhĩ Kỳ. Xem danh sách.